# 에어 뉴질랜드
에어 뉴질랜드(영어: Air New Zealand)는 뉴질랜드의 항공사로 오클랜드에 본사가 있으며, 허브 공항인 오클랜드 국제공항 등을 통해 전 세계 4개 대륙에 취항하고 있다. 지역적 특성상 남태평양의 중심 도시를 연결하고 있다. 세계 최대의 항공 동맹인 스타얼라이언스의 가맹사이다.

## 역사
1940년 타스만 엠파이어 항공 유한회사(영어: Tasman Empire Airways Limited)로 설립했으며, 1947년 4월에 최초로 취항했다. 1965년 뉴질랜드 정부에 의해 국영화되어 현재의 사명으로 변경했다. 1978년 뉴질랜드의 항공사인 NAC 항공과 합병되었고 1980년에 일본에 최초로 취항했다. 1989년에 민영화한 후, 오스트레일리아 증권 거래소와 뉴질랜드 증권 거래소에 상장했다. 1999년에 항공 동맹인 스타얼라이언스에 가입했다. 2002년에 파산한 오스트레일리아 항공사인 안셋 오스트레일리아와 분리 되면서 다시 국영화가 되었다. 같은 해에는 콴타스 항공과 업무제휴를 맺었다. 2003년에 오스트레일리아의 항공사인 콴타스 항공의 산하에 넣는 일을 발표했다. 하지만 공정 거래 위원회에 의해 반경쟁적으로 국민의 이익에 반한다는 이유로 인가되지 않았다. 또한 2006년 4월에 콴타스 항공과 트랜스 타스만 루트를 뉴질랜드 국제선에 관한 제휴를 발표했지만, 실현하지 못했다. 2009년 영국의 항공서비스 전문 리서치 기관인 스카이트랙스(영어: Skytrax)는 세계 8위의 항공사로 선정했다. 2010년 미국의 항공 전문지 <에어 트랜스포트 월드(ATW)>는 2010년과 2012년에 올해의 항공사로 선정했다.
대한민국에는 1993년에 김포 - 오클랜드 직항으로 첫 취항했으나, 1997년에 벌어진 외환위기 이후 단항하고 대한민국에서 철수했다. 이후 아시아나항공의 인천 - 도쿄(나리타) 노선의 코드셰어만 남겨 놓고 있다가 2019년 11월 29일 서울(인천)-오클랜드 다시 취항함으로써 직항 노선이 22년만에 다시 부활하였다.
광동체기는 주로 보잉의 기체를 이용하며, 협동체기는 주로 에어버스의 기체를 운용한다. 다만 B787용 엔진은 롤스로이스 트렌트 1000을 이용해 왔으나, 트렌트 1000의 잦은 결함 및 ETOPS 하향 조정으로 인해 주문한 787-10은 GE의 GEnx를 첫 채택했다.

## 운항 노선
- 2023년 2월 기준, 현재 에어 뉴질랜드는 다음과 같은 노선을 운항하고 있다.

### 코드셰어 협정
- 에어 뉴질랜드는 다음과 같은 항공사와 코드셰어 협정을 맺고 있으며, 스타얼라이언스 가맹사뿐만 아니라 다른 항공사와 코드셰어 협정을 하고 있다.

| - 남아프리카 항공 (스타얼라이언스) - 루프트한자 (스타얼라이언스) - 버진 애틀랜틱 (스카이팀) - 버진 오스트레일리아 - 싱가포르 항공 (스타얼라이언스) - 아르헨티나 항공 (스카이팀) - 아시아나항공 (스타얼라이언스) - 알래스카 항공 (원월드) - 에어 라로통가 - 에어 인디아 (스타얼라이언스) | - 에어칼린 - 에어 캐나다 (스타얼라이언스) - 에어 타히티 누이 - 에티하드 항공 - 유나이티드 항공 (스타얼라이언스) - 전일본공수 (스타얼라이언스) - 중국국제항공 (스타얼라이언스) - 캐세이퍼시픽 항공 (원월드) - 타이 항공 (스타얼라이언스) - 터키항공 (스타얼라이언스) | - 피지 항공 |  |

## 보유 기종

### 현재 사용하는 기종
- 2025년 6월 기준으로, 에어 뉴질랜드는 다음과 같이 항공기를 보유하고 있다.[13][14][15]

## 이전 자회사
- 에어뉴질랜드 링크(영어: Air New Zealand Link)는 에어뉴질랜드의 자회사이자 지역 항공사 브랜드로 1991년 당시 에어뉴질랜드 세 지역 항공사 (이글 항공, 에어 넬슨, 마운트쿡 항공 포함)를 인수 하면서 설립했었다. 당시 이 세 항공사의 경우 같은 시기에 인수했었다. 당시 뉴질랜드는 안셋 뉴질랜드의 설립과 새로운 경쟁의 도입으로 인해 자체적인 지역 서비스를 운영하는 것이 불가능 했었다. 현재 모든 항공기가 에어뉴질랜드 소속으로 운항중이다.[18][19]

비고
- 이글 항공은 1989년 에어뉴질랜드에서 50% 지분을 인수했으며 1992년에 가장 빨리 성장했다. 하지만 경영난의 문제로 2016년 8월 26일 운항이 중단되었다.
- 에어 넬슨은 1995년 에어뉴질랜드가 인수해 사실상 자회사가 되었다.[18] 2019년 11월 19일 에어뉴질랜드와 합병되면서 더 이상 에어뉴질랜드 링크 소속이 아니게 되었다.
- 마운트쿡 항공은 2019년 12월 1일을 마지막으로 에어뉴질랜드로 합병되면서 더 이상 에어뉴질랜드 링크 소속이 아니게 되었다. 이와 동시에 에어뉴질랜드 링크는 역사속으로 사라졌다.

## 사건 및 사고
- 에어뉴질랜드 901편 추락 사고
- 에어뉴질랜드 A320 시험비행 사고

## 같이 보기
- 뉴질랜드의 항공사 목록